# Alexandra Stan-diszkográfia
Alexandra Stan román énekesnő diszkográfiája egy stúdióalbumból, hat kislemezből és ugyanennyi videóklipből tevődik össze. Első slágere, a Lollipop (Param Pam Pam) 2009 decemberében jelent meg, rengeteg negatív kritikát kapott. Ezt viszont a Mr. Saxobeat című sikerszám követte, mely a dance mellett house műfajra épült. Romániában egyből hatalmas sikernek örvendett, 2011 elejére a világ számtalan országában ismertté vált. Többek között harmadik helyet ért el a brit kislemezlistán. A Billboard Hot 100-on 21. helyezést ért el, top 20-as lett Ausztráliában, negyedik Új-Zélandon és 25. Kanadában. A Get Back (ASAP) - melyet sokan hasonlónak találtak előző kislemezéhez - korántsem lett olyan sikeres, mint elődje, viszont megjelent néhány európai ország slágerlistáján.
Ezután kiadta Saxobeats című debütáló nagylemezét, mely megjelent több európai ország albumlistáján. Japánban 15. helyet ért el. One Million című kislemeze Carlprit közreműködésében jelent meg. Hatalmas bukás lett, rengeteg listáról kimaradt.
Lemonade című 2012-es kislemeze reggae fusion/europop jegyeket ötvöz.

## Albumok

### Stúdióalbumok
| Év   | Adatok                                       | Listás helyezések | Listás helyezések | Listás helyezések | Listás helyezések | Listás helyezések | Listás helyezések | Listás helyezések | Listás helyezések | Listás helyezések | Listás helyezések | Listás helyezések |
| Év   | Adatok                                       | U.S.              | ROM               | AUT               | CAN               | FIN               | FRA               | GER               | IRL               | SWI               | UK                | HUN               |
| ---- | -------------------------------------------- | ----------------- | ----------------- | ----------------- | ----------------- | ----------------- | ----------------- | ----------------- | ----------------- | ----------------- | ----------------- | ----------------- |
| 2011 | Saxobeats - Formátum: CD, digitális letöltés | -                 | -                 | 25                | -                 | 27                | 76                | 29                | -                 | 24                | -                 | 38                |

### Kislemezek
| Év   | Dal                                | Legjobb helyezés | Legjobb helyezés | Legjobb helyezés | Legjobb helyezés | Legjobb helyezés | Legjobb helyezés | Legjobb helyezés | Legjobb helyezés | Legjobb helyezés | Legjobb helyezés | Legjobb helyezés | Minősítés                                  | Album        |
| Év   | Dal                                | AUS              | U.S.             | ROM              | AUT              | CAN              | FRA              | GER              | IRL              | SWI              | UK               | HUN              | Minősítés                                  | Album        |
| ---- | ---------------------------------- | ---------------- | ---------------- | ---------------- | ---------------- | ---------------- | ---------------- | ---------------- | ---------------- | ---------------- | ---------------- | ---------------- | ------------------------------------------ | ------------ |
| 2009 | Lolipop (Param Pam Pam)            | -                | -                | -                | -                | -                | -                | -                | -                | -                | -                | -                |                                            | Saxobeats    |
| 2010 | Mr. Saxobeat                       | 19               | 24               | 1                | 1                | 25               | 6                | 1                | 6                | 1                | 3                | 1                | - AUT: Arany - GER: Platina - CAN: Platina | Saxobeats    |
| 2011 | Get Back (ASAP)                    | -                | -                | 4                | 27               | -                | 18               | -                | -                | 23               | 56               | 8                |                                            | Saxobeats    |
| 2011 | 1 Million (közreműködik Carlprit)  | -                | -                | 13               | -                | -                | -                | -                | -                | -                | -                | -                |                                            | Saxobeats    |
| 2012 | Lemonade                           | -                | -                | -                | -                | -                | -                | -                | -                | -                | -                | -                |                                            | Saxobeats II |
| 2012 | Cliche (Hush Hush)                 | -                | -                | -                | -                | -                | -                | -                | -                | -                | -                | -                |                                            | Saxobeats II |
| 2013 | All My People(vs. Manilla Maniacs) | -                | -                | -                | -                | -                | -                | -                | -                | -                | -                | -                |                                            | Saxobeats II |

## Videóklipek
| Év   | Dal                                          | Album        |
| ---- | -------------------------------------------- | ------------ |
| 2009 | Lollipop (Param Pam Pam). YouTube            | Saxobeats    |
| 2010 | Mr. Saxobeat. YouTube                        | Saxobeats    |
| 2011 | Get Back (ASAP). YouTube                     | Saxobeats    |
| 2011 | Get Back (ASAP) MAAN Studio Remix. YouTube   | Saxobeats    |
| 2011 | One million (feat. Carlprit). YouTube        | Saxobeats    |
| 2012 | Lemonade. YouTube                            | Saxobeats II |
| 2012 | Cliche (Hush Hush). YouTube                  | Saxobeats II |
| 2013 | All My People (vs. Manilla Maniacs). YouTube | Saxobeats II |